# Ike Anderson
Isaac J. „Ike” Anderson (ur. 22 grudnia 1957 w Columbii) – amerykański zapaśnik w stylu klasycznym. 6 miejsce turnieju olimpijskiego w Seulu 1988 roku w wadze do 62 kg. Srebrny medalista igrzysk panamerykańskich w 1991 i mistrzostw Panamerykańskich w 1991 i 1992 roku. Drugie miejsce w Pucharze Świata w 1991 i trzecie w 1988 roku.